# Televisioni locali dell'Umbria
Umbria Tv, Sbt Umbria, Trlmedia e Trlmedia 2 sono quattro dei multiplex della televisione digitale terrestre presenti nel sistema DVB-T italiano.
Umbria Tv appartiene a Umbria Tv e Tele Radio Gubbio.
Sbt Umbria appartiene a Sbt.
Trlmedia e Trlmedia 2 appartengono a TRL.

## Copertura
Umbria Tv è una rete di primo livello disponibile in tutta l'Umbria.
Sbt Umbria è una rete di secondo livello disponibile in tutta l'Umbria.
Trlmedia è una rete di secondo livello disponibile in tutta l'Umbria.
Trlmedia 2 è una rete di secondo livello disponibile nella provincia di Terni.
È inoltre ricevibile un multiplex locale marchigiano:
Videotolentino è una rete di secondo livello disponibile a Sigillo.

## Frequenze
Umbria Tv trasmette sul canale 43 della banda UHF V in tutta l'Umbria.
Sbt Umbria trasmette sul canale 21 della banda UHF IV in tutta l'Umbria.
Trlmedia trasmette sul canale 31 della banda UHF IV in tutta l'Umbria.
Trlmedia 2 trasmette sul canale 29 della banda UHF IV nella provincia di Terni.
Videotolentino trasmette sul canale 32 della banda UHF IV a Sigillo.

## Servizi

### Canali televisivi (Umbria Tv)
| LCN    | Canale               | Note          |
| ------ | -------------------- | ------------- |
| 10 610 | UMBRIA TV HD         | FTA (HDTV)    |
| 11     | RETESOLE HD          | FTA (HDTV)    |
| 12     | TEF channel HD       | FTA           |
| 13     | TRG HD               | FTA (HDTV)    |
| 14 71  | CANALE ITALIA extra  | FTA           |
| 16     | CANALE ITALIA Umbria | FTA           |
| 19     | e’TV UMBRIA          | FTA (HDTV)    |
| 78     | MARIA VISION HD      | FTA (HDTV)    |
| 83     | TELEROMA56           | FTA           |
| 84     | AM Terni Television  | FTA           |
| 99     | UMBRIA TV TUTTOSPORT | FTA (HDTV)    |
| 351    | 70-80.tv             | FTA (HEVC SD) |

### Canali televisivi (Sbt Umbria)
| LCN | Canale                   | Note       |
| --- | ------------------------ | ---------- |
| 15  | UMBRIA PIU'' HD          | FTA (HDTV) |
| 17  | RTUA                     | FTA (HDTV) |
| 18  | Tele Ambiente Umbria     | FTA        |
| 77  | TELE RADIO ORTE          | FTA        |
| 81  | LIFE ZONE                | FTA        |
| 82  | Informazione Democratica | FTA (HDTV) |
| 86  | TRO 2                    | FTA        |
| 88  | TELETRURIA               | FTA (HDTV) |
| 93  | RADIO ORTE TV            | FTA        |
| 116 | ERREVUTI                 | FTA        |

### Canali televisivi (Trlmedia)
| LCN | Canale             | Note          |
| --- | ------------------ | ------------- |
| 75  | SUPER 24           | FTA (HEVC HD) |
| 76  | GAYMAS             | FTA (HEVC HD) |
| 80  | 6 SR MUSICA        | FTA (HEVC HD) |
| 85  | TRL                | FTA (HDTV)    |
| 87  | Sesta Rete         | FTA           |
| 89  | 6 SR MOTORI        | FTA (HEVC HD) |
| 90  | HIT TV             | FTA (HEVC HD) |
| 91  | RTE ONE HD         | FTA (HEVC HD) |
| 92  | TCL TV             | FTA (HEVC HD) |
| 94  | 6 SR 055TV         | FTA           |
| 95  | EL MIRADOR         | FTA (HEVC HD) |
| 96  | EASY & ITALY       | FTA (HEVC SD) |
| 97  | CALIMA RTV         | FTA (HEVC HD) |
| 98  | LA ROCKAFORTE TV   | FTA (HEVC SD) |
| 111 | 6 SR STILE         | FTA           |
| 114 | Galileo Television | FTA           |

### Canali radiofonici (Trlmedia)
| LCN | Canale        | Note |
| --- | ------------- | ---- |
| 750 | Radio Galileo | FTA  |
| 777 | Radio Hit TV  | FTA  |
| 778 | Radio Leo     | FTA  |

### Canali televisivi (Trlmedia 2)
| LCN | Canale             | Note          |
| --- | ------------------ | ------------- |
| 75  | DELIA              | FTA (HEVC HD) |
| 76  | TRE                | FTA (HEVC HD) |
| 79  | RTUA2              | FTA           |
| 80  | VP VOLTAPAGINA     | FTA           |
| 85  | TRL                | FTA (HDTV)    |
| 87  | RVT                | FTA (HEVC HD) |
| 89  | AQUESIO TV         | FTA           |
| 90  | HIT TV             | FTA (HEVC HD) |
| 91  | LEO TV             | FTA (HEVC HD) |
| 92  | ORTETV             | FTA           |
| 94  | STANDBY TV         | FTA (HEVC HD) |
| 95  | 6 SR NEWS          | FTA (HEVC)    |
| 96  | VINTAGE TV         | FTA (HEVC)    |
| 97  | SALSA FORTE TV     | FTA (HEVC)    |
| 98  | CUORE VERDE TV     | FTA (HEVC)    |
| 112 | SGUL tv            | FTA           |
| 113 | TeleBaietta        | FTA           |
| 114 | Galileo Television | FTA           |
| 175 | Rieti Terni tv     | FTA           |
| 177 | RT SPORT 360       | FTA           |

### Canali radiofonici (Trlmedia 2)
| LCN | Canale        | Note |
| --- | ------------- | ---- |
| 750 | Radio Galileo | FTA  |
| 777 | Radio Hit FM  | FTA  |
| 778 | Radio Leo     | FTA  |